# Carl Zuckmayer
Carl Zuckmayer (født 27. december 1896 i Nackenheim, Rheinhessen, død 18. januar 1977 i Visp, Schweiz) var en tysk forfatter, der først og fremmest blev kendt som dramatiker. Han skrev dog også romaner og en del kortprosa. 
Zuckmayer fik sit gennembrud med komedien Der fröhliche Weinberg fra 1925, men det var det satirtiske skuespil Kaptajnen fra Köpenick fra 1931, der for alvor gjorde ham kendt i sit hjemland. Med afsæt i en virkelig hændelse kritiserede Zuckmayer autoritetstro, militarisme og bureaukrati. I 1933 blev han underlagt censur i Tyskland og flyttede til Østrig, hvor han opholdt sig til Anschluss i 1938. Derefter rejste han i eksil i USA. Her skrev han Des Teufels General i 1946, der gjorde ham til et internationalt navn. 
Han modtog i 1929 Georg Büchner-prisen